# 18 a.C.
Il 18 a.C. (XVIII a.C. in numeri romani) è un anno  del I secolo a.C.

## Eventi
- Augusto promulga la lex Iulia de maritandis ordinibus, che incoraggia il matrimonio e la procreazione; la lex Julia de ambitu per reprimere la corruzione elettorale; la lex Julia sumptuaria per controllare le spese superflue ed il fasto eccessivo.
- I Romani sottomettono i Camuni in Val Camonica e i Vennini in Valtellina.[1]